# Nejat Diyarbakırlı
Erol Nejat Diyarbakırlı (Adapazarı, 17 giugno 1928 – Istanbul, 13 luglio 2017) è stato un cestista turco.

## Carriera
In carriera ha militato nel Modaspor e nel Fenerbahçe. Con la Turchia ha disputato i FIBA EuroBasket 1951 e le Olimpiadi 1952.